# A fost odată o planetă
„A fost odată o planetă” (titlu original: „Once Upon a Planet”) este al 9-lea episod din primul sezon al serialului TV american științifico-fantastic Star Trek: Seria animată. A avut premiera la 3 noiembrie 1973 pe canalul NBC.
Episodul a fost regizat de Hal Sutherland după un scenariu de Chuck Menville și Len Janson.

## Prezentare
Echipajul navei Enterprise ajunge pe o planetă de recreere și de odihnă. Această planetă este programată să reproducă fanteziile oricui. Dar sistemul o ia razna, iar echipajul navei Enterprise este urmărit de plăsmuirile fantastice ale propriei lor închipuiri.

## Rezumat
Echipajul de pe Enterprise revizitează parcul de distracții; planeta lui Keeper din sistemul Omicron Delta care a apărut pentru prima oară în episodul 15, sezonul 1 din Star Trek: Seria originală „Permisia” („Shore Leave”). Echipajul vine aici în speranța că vor găsi odihnă și relaxare, dar descoperă că planeta este acum moartă și mașini de neînțeles construiesc imagini periculoase pe baza gândurilor membrilor echipajului.
Lt. Uhura este prinsă de către calculatorul principal al planetei, care în urma morții lui Keeper, a refăcut programul cu ajutorul căruia distra și servea oamenii. După o serie de aventuri neplăcute și evadări la limită, Kirk reușește să vorbească cu calculatorul furios. El îl convinge că cel mai bine pentru calculator este să reia afacerile ca de obicei, deoarece astfel va fi recompensat cu vizite multe, cu mulți oaspeți atrași de instalațiile planetei și poate, cu timpul, să învețe tot ce și-ar putea dori fără să fie nevoie să-și părăsească planeta de origine. 